# PZL MD-12
Die PZL-MD 12 war ein polnisches Verkehrsflugzeug für Kurzstrecken.

## Geschichte
Die MD-12 wurde von Franciszek Misztal und Leszek Dulęba als Nachfolger der Lisunow Li-2 für die Inlandskurzstrecken der LOT entwickelt. Sie sollte als reine Passagier- oder Frachtmaschine sowie in einer gemischten Version eingesetzt werden. Das Flugzeug sollte ursprünglich mit zwei sowjetischen ASch-21-Motoren ausgerüstet werden. Da deren Produktion eingestellt wurde, entschied man sich für von Wiktor Narkiewicz entwickelte polnische WN-3-Motoren. Weil diese leistungsschwächer waren, wurde die Konstruktion auf eine viermotorige Maschine umgestellt.
Der erste Prototyp mit dem Kennzeichen SP-PAL flog erstmals am 21. Juli 1959, der zweite Prototyp mit einer komplett ausgerüsteten Passagierkabine und dem Kennzeichen SP-PBD am 7. Januar 1961. Eine weitere Zelle wurde für statische Tests gebaut. Die staatlichen Zulassungsprüfungen erfolgten 1961. Der zweite Prototyp wurde von August bis September 1961 auf der Strecke Warschau–Rzeszów getestet und beförderte über 1700 Passagiere.
Die Tests verliefen erfolgreich, dennoch kam es nicht zu einer Serienproduktion, da man der Meinung war, dass die Produktion eines Flugzeuges speziell für den polnischen Inlandsverkehr wegen der geringen Stückzahl unwirtschaftlich sein würde. Stattdessen wurden ältere Maschinen eingesetzt, die auf den internationalen Linien durch modernere verdrängt worden waren.
Außerdem wurde eine als MD-12F bezeichnete Version als Fotoflugzeug entwickelt. Sie war mit u. a. mehreren Kameras und einer Dunkelkammer ausgestattet. Diese Version erhielt eine verglaste Bugspitze, in der auch der Navigator saß. Die Maschine mit dem Kennzeichen SP-PBL flog erstmals am 21. Juli 1962. Auch die Erprobung dieser Version verlief erfolgreich und die Sowjetunion, Rumänien, Ungarn und Pakistan zeigten Interesse am Kauf der Maschine.

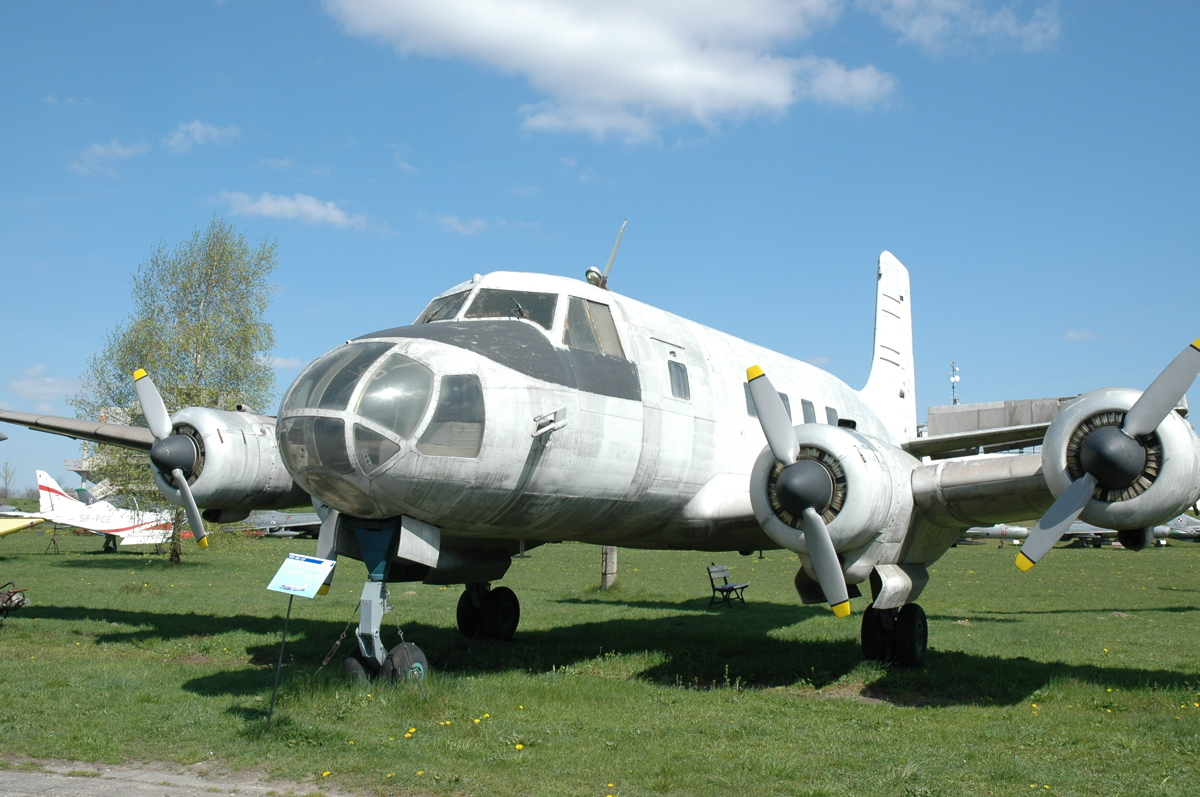
MD-12F im Polnischen Luftfahrtmuseum

Am 17. September 1963 stürzte der erste Prototyp wegen eines Flattern des Leitwerkes ab, wobei die fünfköpfige Besatzung ums Leben kam. Daraufhin wurde das Projekt beendet.
Die MD-12F kann im Polnischen Luftfahrtmuseum in Krakau besichtigt werden.

## Konstruktion
Die PZL MD-12 war ein freitragender Ganzmetall-Schulterdecker. Die Tragflächen hatten eine leichte V-Stellung, die Tragflächenhinterkante war leicht negativ gepfeilt. Der Rumpf war in Halbschalenbauweise ausgeführt. Die Maschine verfügte über Spaltquerruder und Auftriebsklappen. Tragflächen und Leitwerk wurden thermisch enteist. Das jeweils mit Zwillingsreifen ausgestattete Bugradfahrwerk wurde hydraulisch eingezogen. Die luftgekühlten Siebenzylinder-Sternmotoren trieben Zweiblattluftschrauben an.

## Technische Daten

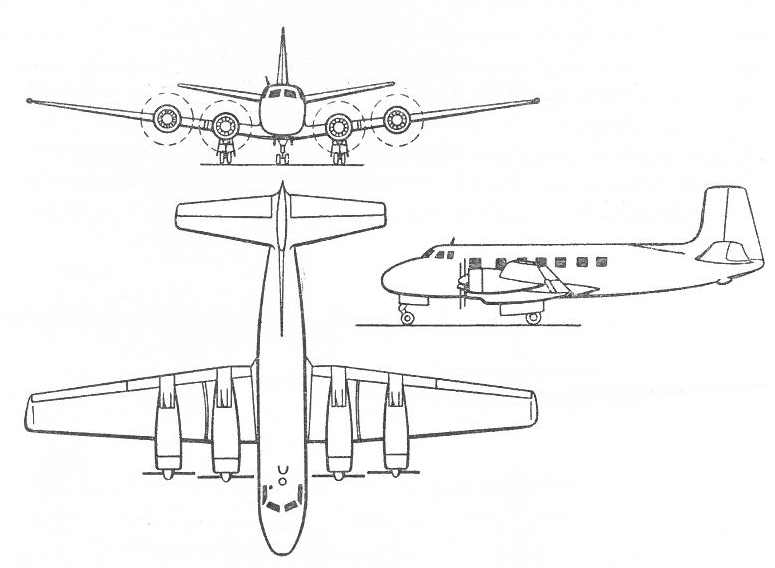
Dreiseitenansicht

| Kenngröße                 | PZL MD-12                            |
| ------------------------- | ------------------------------------ |
| Besatzung                 | 2                                    |
| Passagiere                | 20                                   |
| Länge                     | 15,80 m                              |
| Spannweite                | 21,30 m                              |
| Höhe                      | 5,80 m                               |
| Flügelfläche              | 55 m²                                |
| Flügelstreckung           | 8,2                                  |
| Rüstmasse                 | 4950 kg                              |
| Zuladung                  | 2550 kg                              |
| Nutzlast                  | 1750 kg                              |
| Startmasse                | 7500 kg                              |
| Flächenbelastung          | 135 kg/m²                            |
| Antrieb                   | vier Kolbenmotoren Narkiewicz WN-3   |
| Leistung                  | 4 × 340 PS (250 kW)                  |
| Leistungsbelastung        | 5,45 kg/PS                           |
| Höchstgeschwindigkeit     | 305 km/h                             |
| max. Reisegeschwindigkeit | 280 km/h                             |
| Steiggeschwindigkeit      | 5,0 m/s 2,0 m/s mit drei Triebwerken |
| Dienstgipfelhöhe          | 5200 m                               |
| Reiseflughöhe             | 2000 m                               |
| max. Reichweite           | 700 km                               |
| Startrollstrecke          | 450 m                                |
| Startstrecke über 15 m    | 650 m                                |